# Ellgau
Ellgau es un municipio alemán, ubicado en el distrito de Augsburgo en la región administrativa de Suabia, en el Estado federado de Baviera. 